# Lebaudy Frères
Lebaudy Frères  — ныне не существующая французская авиастроительная компания, в начале XX века выпускавшая дирижабли.

## История
Основанная в первой половине XIX века компания «Raffineries et Sucres Lebaudy frères», головная контора которой располагалась в Ла-Виллет, была унаследована братьями Полем и Пьером Лебоди. При содействии главного инженера Анри Жюльо, ими были разработаны и построены несколько дирижаблей, для чего в 1901 в Муассоне был сооружён эллинг длиной почти 70 метров для размещения мастерской и строящихся летательных аппаратов. 12 ноября 1902 года первый дирижабль (полужёсткого типа) совершил полёт между Парижем и Муассоном, преодолев дистанцию в 62 километра за 1 час 40 минут.
Дирижабли компании Лебоди привлекли внимание военных министерств нескольких стран и закупались для армий Франции, России, Великобритании и Aвстро-Венгрии. 
По состоянию на 1914 год было выпущено 11 дирижаблей нескольких типов (и 1 строился).

## Продукция компании
| Заводской номер | Название (Дата первого полёта)           | Длина (м) | Ширина (м) | Объём (м³) | Мощность (л.с.) | Скорость (км/ч) | Примечания | Иллюстрации       |
| --------------- | ---------------------------------------- | --------- | ---------- | ---------- | --------------- | --------------- | --- | ----------------- |
| 1               | Lebaudy (Ноябрь 1902 года)               | 56.5      | 9.8        | 2,284      | 40              | 35              | Экспериментальный. Оболочка изготовлена компанией Astra, бензиновый двигатель Mercedes, 2 пропеллера диаметром 3 м. Объём баллонета: 300 м³. Первый успешный современный дирижабль. Максимальная практическая дальность полёта: 98 км (за 2 часа 45 минут). После установки новой оболочки совершил 12 полётов, но 28 августа 1904 года был унесен штормом и сильно повреждён. Отремонтирован и перестроен, баллонет увеличен до 500 м³. Вновь участвовал в полётах, но был повторно повреждён штормом при посадке в Камп-де-Шалон; ещё раз отремонтирован и 10 ноября 1905 года достиг высоты 1370 метров. В декабре 1905 года продан компанией Армии Франции за 80000 франков ($16,000). |                   |
| la              | Lebaudy II. (Август 1904 года)           | 56.5      | 9.8        | 2,660      | 40              | 35              | |                   |
| Ib              | Lebaudy III (Июль 1905 года)             | 56.5      | 10         | 2,950      | 50              | 35              | |                   |
| Ic              | Lebaudy IV (Октябрь 1908 года)           | 61        | 10.3       | 3,300      | 70              | 40              | Армия Франции, перестроен, объём баллонета 650 м³. Двигатель Panhard-Levassor, два винта. Максимальная высота полёта (1908 год) 1550 м. (in 1908). Осенью 1909 года простоял 17 дней пришвартованным под открытым небом. В 1912 году разобран. |                   |
| 2               | Patrie (Ноябрь 1906 года)                | 61        | 10.3       | 3,250      | 60              | 45              | Армия Франции. Объём баллонета 650 m³. Двигатель Panhard-Levassor, два винта. Максимальная практическая дальность полёта 240 км (за 6 часов 45 минут, после переоборудования). 30 ноября 1907 года был унесен штормом в Атлантический океан. |                   |
| 2a              | (Ноябрь 1907 года)                       | 61        | 10.9       | 3,650      | 60              | 45              | |                   |
| 3               | La République (Июнь 1908 года)           | 61        | 10.9       | 3,700      | 70              | 50              | Армия Франции. Объём баллонета 730 м³. Двигатель Panhard-Levassor, два винта. Максимальная практическая дальность полёта (по замкнутому маршруту) 210 км за 7 часов 15 минут. 25 августа во время полёта сломавшийся винт пробил оболочку, весь экипаж (4 человека) погиб. | République, 1908. |
| 4               | Лебедь (Russie) (Май 1909 года)          | 61.2      | 10.9       | 3,800      | 70              | 49              | Русская императорская армия. Объём баллонета 900 м³, двигатель Panhard-Levassor, два винта. |                   |
| 5               | Liberté (Август 1909 года)               | 65        | 12.5       | 4,200      | 120             | 45              | Армия Франции; до ввода в строй был модифицирован с учётом необходимых после катастрофы "La République" изменений. |                   |
| 5a              | (June 1910)                              | 84        | 12.8       | 7,000      | 120             | 53              | 2 двигателя Panhard-Levassor, два винта. Предполагаемая максимальная продолжительность полёта 8 часов Разобран в 1914 году. |                   |
| 6               | M. II (Май 1910 года)                    | -         | -          | -          | -               | -               | Австрийская императорско-королевская армия, построен по французским чертежам венской компанией Motor-Luftfahrzeug Gesellschaft. |                   |
| 7               | Morning Post (Сентябрь 1910 года)        | 103       | 12         | 9,800      | 270             | 55              | Армия Великобритании, куплен по национальной подписке, проведенной лондонской газетой The Morning Post. Объём баллонета 2,500 m³. 2 двигателя Panhard-Levassor, два винта. 26 октября 1910 г. вылетел из Муассона в Олдершот (преодолел 370 км за 5,5 часов), но был повреждён при стоянке. Через несколько месяцев после ввода в эксплуатацию, 4 мая 1911 года потерпел крушение в результате неправильного маневрирования (приземлился на деревья). |                   |
| 8               | Кречет (1911)                            | 70        | 14         | 5,680      | 200             | 50              | Построен в России для армии по чертежам. 2 двигателя Panhard-Levassor, два винта. |                   |
| 9               | Lebaudy Capitaine-Marchal (1911)         | 85        | 12.8       | 7,200      | 160             | 50              | Армия Франции |                   |
| 10              | Lebaudy Lieut. Selle-de-Beauchamp (1911) | 89        | 14.6       | 10,000     | 200             | 55              | Армия Франции |                   |
| 11              | Lebaudy Tissandier (1914)                | 140       | 15.5       | 28,000     | 1,350           | 80              | Армия Франции |                   |
| 12              | (Строился)                               |           |            |            |                 |                 | Тип Tissandier |                   |